# Klára Vavrušková
Klára Vavrušková (sinh năm 1999) là một người mẫu và nữ hoàng sắc đẹp. Cô đoạt vương miện Hoa hậu Trái Đất Cộng hòa Séc 2019 và trở thành đại diện của quốc gia này tại cuộc thi Hoa hậu Trái Đất 2019 được tổ chức ở Philippines. Cô đoạt vương miện Hoa hậu Nước (tương đương với Á hậu 2). Đây là thành tích tốt nhất của Cộng hòa Séc ở cuộc thi sau chiến thắng của Tereza Fajksová vào năm 2012.
Sau đó, cô được chỉ định thi đấu tại Hoa hậu Hoàn vũ 2020 do cuộc thi cấp quốc gia bị hoãn vì ảnh hưởng của đại dịch COVID-19. Cô không góp mặt trong Top 21 người đẹp nhất.